# Mine de Serra Sul
S11D, ou Serra Sul, est un projet d'extraction de minerai de fer entrepris par Vale à Serra dos Carajás, au Brésil. Il s'agit du plus grand projet de mine de minerai de fer au monde, avec 90 millions de tonnes par an,.

## Projet
Le projet représente un investissement de 19,5 milliards de dollars, ce qui est essentiel pour l'avenir de Vale. La production a commencé en décembre 2016 et le premier minerai a été chargé sur des navires en janvier 2017. La production atteindra 90 millions de tonnes de minerai de fer d'ici 2018, mais les infrastructures de transport construites dans le cadre du projet S11D soutiendront également 230 Mt/an de production d'autres mines au nord-est près de Carajas.

## Emplacement
La mine est située dans la zone de concession minière de la forêt nationale de Carajás, accessible par la route depuis Canaã dos Carajás dans la région de Pará au Brésil. Le site possède l'un des corps minéralisés les plus riches au monde, avec plus de 4 milliards de tonnes de réserves et une teneur en fer d'environ 66 %.